# Грушевый мёд
Грушевый мёд (нем. Birnenhonig, нем. Birnel; также «вязкая груша, густой грушевый сок, грушевый концентрат») — непрозрачный, тёмно-коричневый (вплоть до чёрно-коричневого) загустевший сок из груши (иногда в него добавляют яблочный сок). Производится в основном в Центральной Швейцарии. Сходные продукты (vin cuit или raisinée) известны в кантонах Юра, Во и Фрибур. Фабричное производство под лейблом «Бирнель» налажено фирмой «Унипектин» в Эшенце. Грушевый мёд был внедрён в Швейцарии после Второй мировой войны в целях борьбы с самогоноварением из груши и повальным алкоголизмом, распространившимся в крестьянской среде с середины XIX века.

## Производство
Для изготовления грушевого мёда собирают груши «тайлерс» — классический сорт, наиболее подходящий для варки. Этот сорт груш раньше был настолько распространён в кантоне Люцерн, что их называли ещё «люцернскими» (сходно в Цуге: «цугскими»). Чтобы мёд получился сочным и сладким, груши для него собирают в тот момент, когда они ещё твёрдые, но уже начинают коричневеть и падать с деревьев. Иногда добавляют сладкие сорта яблок.
После отжима сок сливают в медный таз, удерживая в сите слишком крупные куски, и оставляют на ночь в подвале. На следующий день собирают «шум» (плавающие на поверхности волокна) и ставят таз на огонь. Пена собирается ещё до начала кипения. Варка длится 6—7 часов. Достигнута ли нужная консистенция, проверяют в холодной посуде: если после перемешивания масса сохраняет форму, eё можно разлить в керамическую посуду и оставить на ночь остывать.
В настоящее время грушевый мёд используется для бутербродов или для начинки в печенье (например, в люцернские пряники). Часто его используют как ингредиент для «гшвелти» (традиционного варианта отварного картофеля) или козьего сыра. Во время Второй мировой войны «грушево-медовое молоко» заменяло кофе с молоком.